# Rime (Boccaccio)
Le Rime sono composizioni poetiche di Giovanni Boccaccio. Noto principalmente per il suo capolavoro Decameron, si distinse anche come poeta, e le sue Rime riflettono la complessità dei suoi sentimenti e la ricchezza del suo linguaggio.

## Contesto storico e culturale
Boccaccio visse durante un periodo di grande fermento culturale e sociale in Italia, caratterizzato dalla transizione dal Medioevo al Rinascimento. La sua opera poetica si inserisce in un contesto in cui la lingua italiana cominciava a guadagnare prestigio rispetto al latino. Le Rime, scritte in volgare, sono un esempio di questa evoluzione linguistica e testimoniano l'influenza di poeti precedenti, come Petrarca.

## LeRime
Le Rime di Boccaccio sono composte da un insieme di sonetti, canzoni e ballate, in cui il poeta esplora temi come l'amore, la natura e la condizione umana. La maggior parte dei manoscritti è di epoche relativamente tarde, come il Quattrocento e il Cinquecento, e spesso raggruppa componimenti privi di un'unità tematica o di contenuto. La maggior parte delle poesie è dedicata a Fiammetta, un personaggio che rappresenta l'amore idealizzato e la musa ispiratrice di Boccaccio. Attraverso i suoi versi, il poeta esprime una gamma di emozioni che vanno dalla gioia all’angoscia, dal desiderio alla perdita. Le rime della giovinezza, caratterizzate da un chiaro stile stilnovistico, esprimono l'innamoramento del poeta per Fiammetta, collocato in un contesto napoletano. Lo stile di Boccaccio si distingue per la sua eleganza e per l'uso di un linguaggio ricco e variegato. Egli utilizza figure retoriche come la metafora, l'allegoria e la simile, rendendo le sue poesie non solo musicali, ma anche dense di significato. L’influenza di modelli come Dante e Petrarca è evidente e può essere associata a momenti biografici specifici, evidenziando la dicotomia tra l'amore giovanile e il pentimento della vecchiaia. Le Rime mostrano una padronanza della metrica e una sensibilità verso le sonorità della lingua, che contribuiscono a creare un’atmosfera intensa e coinvolgente.
Le Rime di Boccaccio hanno avuto un impatto significativo sulla poesia italiana successiva, influenzando poeti come Ludovico Ariosto e Torquato Tasso. La loro pubblicazione e diffusione contribuirono a consolidare la reputazione di Boccaccio come uno dei maggiori poeti del suo tempo, al pari di Petrarca. Le Rime sono state studiate e analizzate nel corso dei secoli, riconosciute come un punto di riferimento per la lirica amorosa.